# Tuttapposto (Roy Paci & Aretuska)
Tuttapposto è il secondo album studio del gruppo ska siciliano Roy Paci & Aretuska, pubblicato nel 2003 dalla V2 Records.

## Tracce
1. Çiuri, çiuri - 3:33
2. Yettaboom 3:32
3. Moanin' - 5:21
4. È troppo tardi - 2:48
5. Teresa non sparare - 2:34
6. Sicilia bedda - 2:19
7. La vita è bella - 3:34
8. Radio turi - 2:58
9. Rasta siempre - 1:58
10. Portami con te (con Cristina Zavalloni, cover di Mina) - 3:02
11. Etnasherpa (con Tony Scott) - 2:31
12. Un colpo di... - 3:22
13. ’U mercatu - 4:47
14. My beautycase (Kid Crochet Style) - 6:08
15. Che vitti 'na crozza - 4:59